# Fabryka Cygar i Wyrobów Tytoniowych w Krakowie

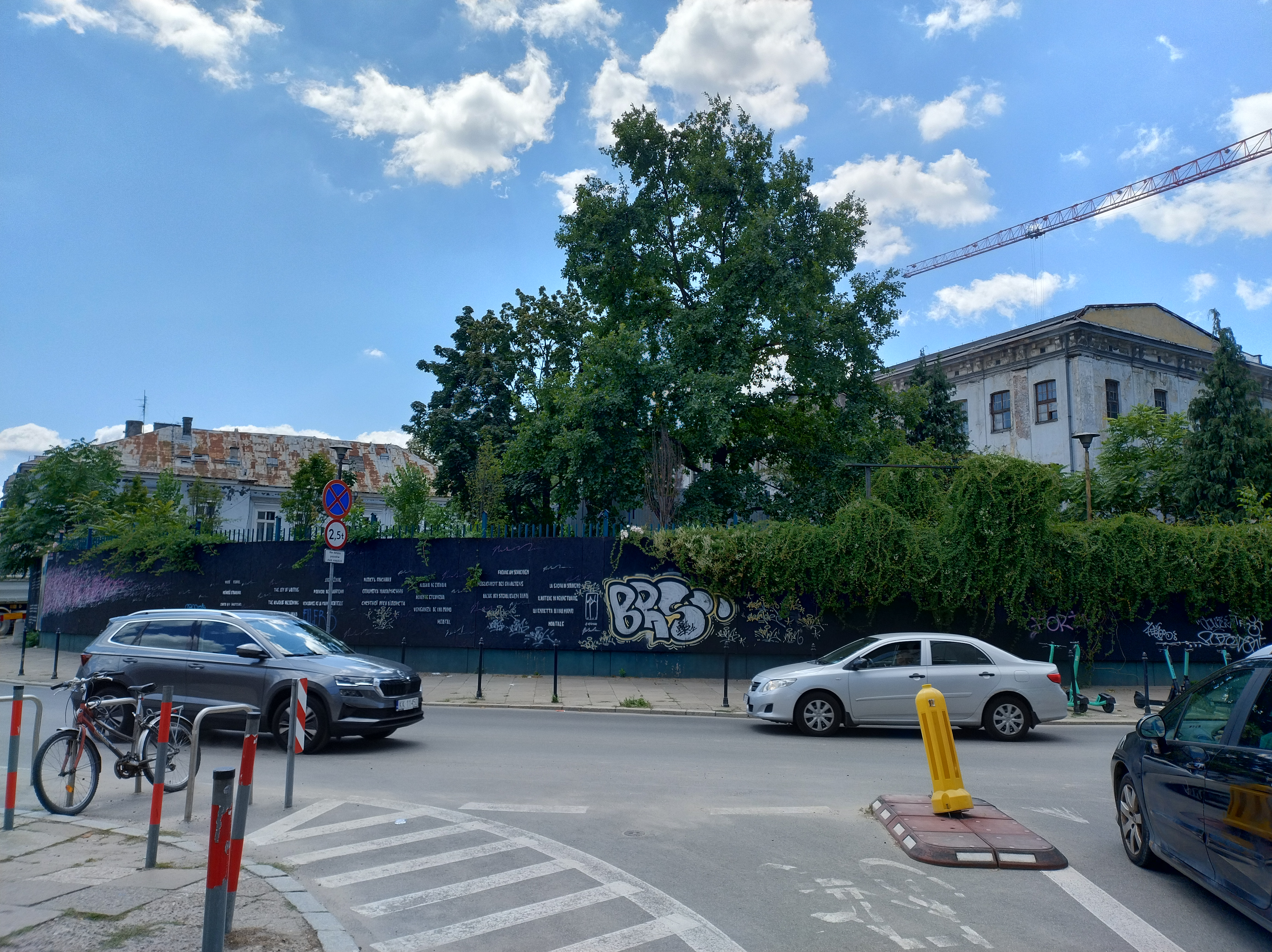
Widok na dawną Fabrykę Cygar i Wyrobów Tytoniowych, ul.Dolnych Młynów w Krakowie.

Fabryka Cygar i Wyrobów Tytoniowych w Krakowie (zwana również „Cygarfabryką") - nieistniejący zakład produkcyjny zlokalizowany przy ul. Dolnych Młynów. 

## Historia
Fabryka Cygar i Wyrobów Tytoniowych została założona w 1876 roku, jako Austriacka C.K. Fabryka Tytoniu, Kaiserliche Koenigliche Tabakfabrik) najprawdopodobniej z ręki Józefa Dietla, który w tym czasie był prezydentem miasta Krakowa. Powstanie fabryki wiązało się z rosnącą potrzebą zaopatrywania żołnierzy z garnizonu Twierdzy Kraków w tytoń. Dodatkowym celem mogło być wspieranie przemysłu Krakowa. Według niektórych danych, fabryka zatrudniała 1000 pracowników, w tym 900 kobiet. Zarobki tak mężczyzn, jak i kobiet były wyższe od płac w innych przemysłach.
W 1973 roku Cygarfabryka podpisała kontrakt z przedsiebiorstwem Philip Morris na produkcję papierosów Marlboro. W 1996 Filip Morris odkupił fabrykę od Skarbu Państwa. W 2002 roku Philip Morris otworzył na Czyżynach nowe centrum produkcyjne.

## Obecność w kulturze

### Literatura
Wzmianki o Cygarfabryce pojawiają się między innymi w tekstach Boya-Żeleńskiego
(…) Nieco już nerwowy przebiega ulice,

Coś, gdzieś, kiedyś słyszał o cygar fabryce

Zatem w tamtę stronę szybko zwraca chód,

Patrzy: dobra nasza, jest towaru w bród.

Zajął pod latarnią dogodną pozycję,

Zwraca do dziewczęcia grzeczną propozycję,

Lecz nim jeszcze zdążył w rozmowę się wdać,

Tak ci go «zwołała», że psia jego mać!(…)
Klimat fabryki w książce Ulica Gołębia przedstawił jej autor Kornel Filipowicz:
„Okolica była też przyjemna, ruchliwa: pobliska wytwórnia papierosów, zwana przez krakowian cygarfabryką, rozsiewała wokół duszny aromat tytoniu (...)W dzień wypłaty, na długo przed otwarciem szerokiej, warownej, podobnej do wrót więzienia bramy fabryki, wystawały już na chodnikach matki z dziećmi, (...) sklepikarze i dziewczęta pragnące pójść do kina, a potem na spacer – wszyscy czekali, aż syrena oznajmi koniec pracy, a z bramy zaczną wychodzić ludzie z pieniędzmi w kieszeniach.”

### Teatr
Była pracownica fabryki, zwana Mańką ze Zwierzyńca, została upamiętniona w słynnym młodopolskim wodewilu „Królowa przedmieścia”.